# Weißenbachmühle (Oberstaufen)
Weißenbachmühle (mundartlich: Wisəbamilə, in d'Wisəbamilə hindərə) ist ein Gemeindeteil der Marktgemeinde Oberstaufen im bayerisch-schwäbischen Landkreis Oberallgäu.

## Geographie
Die Einöde liegt circa drei Kilometer nördlich des Hauptorts Oberstaufen. Westlich des Orts verläuft die Bahnstrecke Buchloe–Lindau. Nördlich, östlich und westlich verläuft die Gemeindegrenze zu Stiefenhofen im Landkreis Lindau (Bodensee). Im Ort laufen der Trabersbach, der Schwarzenbach und der Seelesgraben zusammen und bilden die Obere Argen. Östlich des Orts führt ein steiler Anstieg – genannt Gurreschindar – nach Mutten.

## Ortsname
Der Ortsname setzt sich aus dem mittelhochdeutschen Wort wīʒ für weiß, gläzend, hell, dem Grundwort -bach sowie dem sekundären Grundwort -mühle zusammen und bedeutet (Siedlung) am hellen Bach bzw. Mühle am hellen Bach.

## Geschichte
Der Ort wurde erstmals um das Jahr 1290 urkundlich als Wisinpach mit Steuerpflicht beim Kloster Mehrerau erwähnt. Im Jahr 1579 wurde erstmals die Mühle mit dem Müller Hannß Lutz erwähnt. Die Mühle war entweder eine Burgmühle des südlich gelegenen Burgstalls Schloßbühl oder sie diente als Ersatz für eine Mahlmühle im oberhalb gelegenen Trabers. Die Steuerpflicht der Mühle lag zu dieser Zeit bei der Grafschaft Rothenfels, später dann beim Ort Zell. Vom 17. bis ins 19. Jahrhundert betrieb die Mühle die Familie Aichele und ab 1875 die Familie Wiedemann. In der zweiten Hälfte des 20. Jahrhunderts wurde die Mahl- und Sägemühle aufgegeben.